# Hermann Friedrich von Pelden
Hermann Friedrich von Pelden gen. Clout (* 1555–1560 in Nateln; † 26. Juli 1586 in Neuss) war im Juli 1586 Kommandeur der Garnison von Neuss (Nuys), als die Stadt während des Truchsessischen Krieges durch Alessandro Farnese, den Herzog von Parma und Kommandanten der Armee von Flandern, zerstört wurde. Von Pelden starb bei der Verteidigung der Stadt. Nach anderer Darstellung wurde er nach der Einnahme der Stadt im Bette erwürgt und anschließend zusammen mit einem protestantischen Geistlichen aufgehängt.